# 高崎商科大學前站
高崎商科大學前站（日语：／ Takasaki Shōka Daigaku-mae eki */?）是位於群馬縣高崎市根小屋町，屬於上信電鐵上信線的車站。

## 車站結構
- 為單式1面1線的地面車站，屬於無人車站。
- 廁所為水洗式。

## 使用情況
根據「高崎市統計季報」，2016年度1日平均上車人次為213人，2003～2015年度上車人次如下。
2011年4月1日開始，高崎商科大学開始向該校學生實施通學定期補助制度，使該校學生更多利用電車通學。
| 年度   | 1日平均 上車人次 |
| ------ | ---------------- |
| 2003年 | 137              |
| 2004年 | 143              |
| 2005年 | 156              |
| 2006年 | 191              |
| 2007年 | 198              |
| 2008年 | 218              |
| 2009年 | 232              |
| 2010年 | 245              |
| 2011年 | 221              |
| 2012年 | 241              |
| 2013年 | 237              |
| 2014年 | 238              |
| 2015年 | 223              |
| 2016年 | 213              |
| 2017年 | 210              |
| 2018年 | 205              |

## 車站周邊
- 高崎商科大学（日语：高崎商科大学）
- 高崎商科大学短期大学部
- 群馬縣道30号寺尾藤岡線（日语：群馬県道30号寺尾藤岡線）

## 歷史
- 2002年（平成14年）3月17日 - 開業。

## 相鄰車站
上信電鐵
上信線
根小屋－高崎商科大學前－山名